# Relatare despre regele David
Relatare despre regele David este un roman scris de Stefan Heym, publicat în 1972 în RDG sub titlul "Der König David Bericht". Scriitorul și jurnalistul german de origine evreiască tratează în roman evenimentele din Vechiul Testament cu privire la poporul lui Israel.

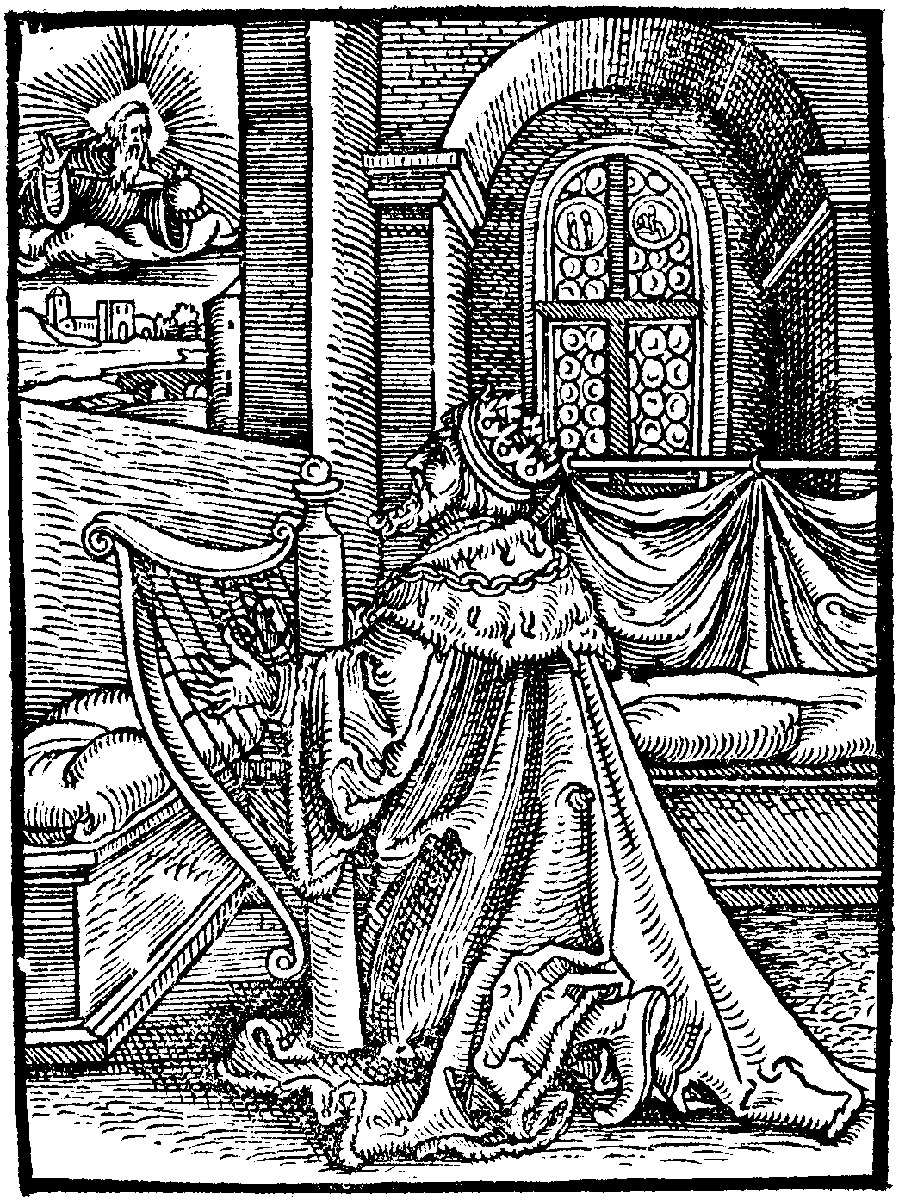
Regele David cântând la harpă. Xilogravură din 1581

## Acțiune
Romanul cuprinde 26 de capitole, în care tratează o relatare a istoricului Etan ben Hoșaia, care este obligat de regele Solomon să redacteze o cronică oficială, documentată, despre viața, eroismul și frica de Dumnezeu al tatăl său, regele David. Deși Etan face parte dintr-o comisie formată din înalți demnitari israelieni, nu are dreptul de a lua hotărâri privind conținutul cronicii. Printre ceilalți membri ai comisiei sunt cancelarul Iosafat ben Ahilud, generalul Benaia ben Iehoiada, profetul Natan, preotul Țadoc și scribii Elihoref și Ahia. În investigațiile lui, Etan studiază textele scrise pe tăblițe de lut, sau discută cu unii contemporani ai regelui David, printre care se numără Batșeeba, mama regelui Solomon, soția lui David, Micol, ca și prostituate și soldați. După aceste investigații, Etan trage concluzia că regele David n-a fost un rege strălucit, fiind altfel de cum dorea să fie el prezentat posterității de regele Solomon. Conform investgațiilor sale, Regele David era un rege pătimaș, crud, fără scrupule, care, pentru a-și atinge scopurile sale politice, comitea crime în numele lui Dumnezeu. Cu toate că Etan caută să prezinte într-o formă camuflată, aceste trăsături de caracter a regelui David, el este discreditat de comisie, fiind acuzat și exilat pentru înaltă trădare.

## Personajele și faptele biblice
Povestea imaginată de Heym, o parabolă rezultată dintr-o minuțioasă documentare, creează o perfectă teorie a conspirației în beletristică. 
Personajul principal este inspirat de autorul unui psalm mediocru, Psalmul 89 al lui Etan Ezrahitul, găsit de autor în textul biblic. De aici este dezvoltat cronicarul fictiv.
În fapt, o variantă a acestui psalm este prezentată în roman. Mediocritatea sa îl inspiră pe Regele Solomon (personajul lui Heym) să-l condamne pe Etan la următoarea sentință: să se șteargă din istorie, din memoria viitoare, orice scriiere a sa, dar să se păstreze acest psalm. Astfel Etan din Ezrah este condamnat la veșnic dispreț literar.
Toate personajele importante se regăsesc, alături de regii David, Saul, Solomon în textele Vechiului Testament
De exemplu, Benaia ben Iehoiada este descris în Biblie „fiul unui bărbat viteaz, care făcuse multe și mari fapte(…) acesta ucise doi bărbați din Moab ca leii. Și el se pogorî și ucise un leu într-o groapă(…) În mâna Egipteanului era o lance, dară el se repezi asupra lui cu un toiag și smulse Egipteanului lancea și-l ucise cu lancea sa.” De aici pornește compoziția personajului literar.
La fel cu diversele episoade:
„Ungerea lui Solomon” sau „Răscularea lui Absalom”. Ficțiunea este în perfectă armonie cu faptele biblice.
Stefan Heym lucrează practic pe textul biblic și armonizează personajele, deși unele se regăsesc doar în înșiruirile de nume ale Vechiului Testament - Iosafat ben Ahilud, Țadoc, Natan, Urie Heteul, primul soț al Batșeebei etc.

## Ediții în limba română
“Relatare despre Regele David” a fost publicată în premieră în limba română în 1978 de către Editura Univers – nr. 19 (314)/1978 din Colecția Globus, în traducerea lui Mihai Isbășescu.
Aceeași traducere a fost folosită în anul 1995 de către Editura Mast din Chișinău. Ediția a circulat în România.
A treia tipărire este cea din anul 2006, Editura Humanitas, în vânzare și în prezent pe mai multe canale de distribuție. Este folosită tot traducerea lui Mihai Isbășescu.
Traducerea lui Mihai Isbășescu urmează atent maniera de exprimare, facând un mare serviciu evocativului. Ediția de referință pentru limbă este o biblie antebelică, “Sfânta Scriptură a Vechiului și Noului Testament” – tipărit cu spesele Societății de biblii britanică și străină, București, 1913.
Un exemplu:
Biblia, Regi:

“Așa să-mi facă Iehova, și încă și mai mult, dacă nu chiar în contra vieței sale vorbi Adonia acest cuvânt. Și cum viu este Iehova, care mă întări, și mă puse pe tronul lui David, părintele meu, precum a vorbit, astăzi se va omorî Adonia!” (Solomon)

Romanul în limba română:

“Cutare și cutare să-mi facă mie Dumnezeu dacă n-a grăit Adonia cuvântul acesta împotriva vieții sale, Adonia chiar astăzi va muri!”